# De zevenenveertig ronin

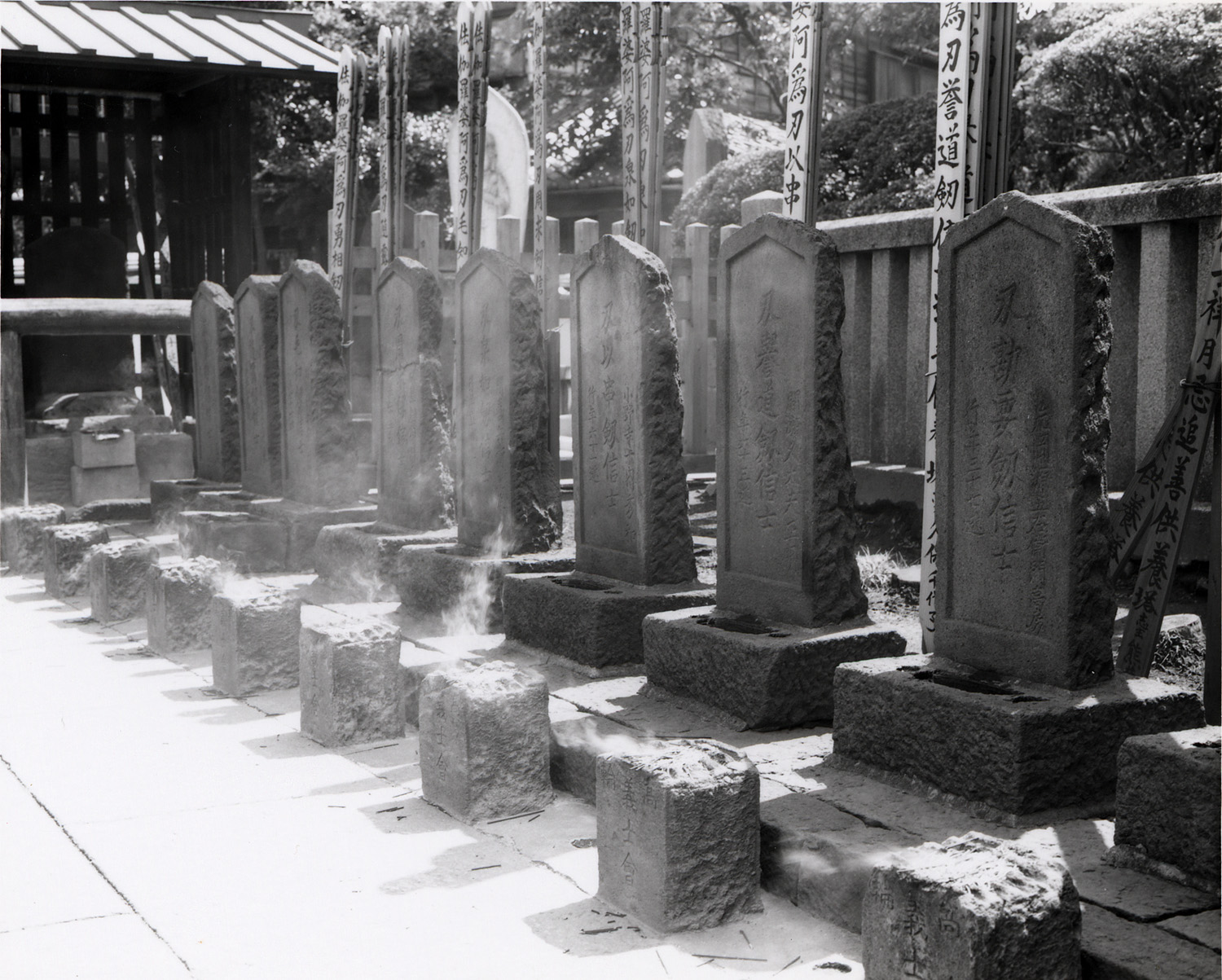
Graven van de zevenenveertig ronin.

De wraak van de zevenenveertig Ronin (四十七士, Shi-jū Shichi-shi), alias het Genroku Akō-incident (元禄赤穂事件, Genroku akō jiken), is een gebeurtenis in de geschiedenis van Japan, die in de vroege 18e eeuw plaatsvond. De gebeurtenis geldt in Japan als het bekendste voorbeeld van de samoerai-erecode bushidō.
De gebeurtenis hield in dat een groep samoerai de dood van hun daimyo, die tot seppuku was veroordeeld, wilde wreken door de man die hier schuld aan had, Kira Yoshinaka, te verrassen en in zijn kasteel te vermoorden.
Het verhaal is vele malen bewerkt voor toneelstukken, film, en televisie. Er bestaan vele fictieve versies van, die bekendstaan als Chūshingura.

## Verloop
Bronnen spreken elkaar op bepaalde punten tegen over hoe alles precies is verlopen, vooral omdat het Tokugawa-shogunaat de eerste 75 jaar na het gebeuren nog een strenge censuur op de verspreiding van het verhaal hanteerde. Het verhaal werd voor het eerst opgetekend in zijn bekendste vorm door de japanoloog Isaac Titsingh.
In 1701 (volgens de Westerse kalender) werd de jonge daimyo Asano Takumi-no-Kami Naganori door het shogunaat bevolen om de keizerlijke gezanten te ontvangen op een receptie in Edo. Hij moest hiervoor samenwerken met de daimyo Kamei. Beiden begaven zich eerst naar Kira Kozuke-no-Suke Yoshinaka, een machtige ambtenaar in Edo die hen de hofetiquette moest bijbrengen. Kira was echter niet te spreken over Asano en beledigde hem regelmatig, terwijl hij Kamei wel op een nette manier behandelde. Op een gegeven moment gingen deze beledigingen zover, dat Asano zich niet langer kon beheersen en zijn zwaard trok. Door snel ingrijpen van de wachters werd voorkomen dat Asano Kira zou doden. Asano werd veroordeeld tot het plegen van seppuku vanwege het aanvallen van een shogunaat-official in diens eigen vertrekken. Kira daarentegen werd niet gestraft, terwijl de wet voorschreef dat beide partijen die betrokken waren bij een gewapend conflict binnen het kasteel Edo gestraft moesten worden.
Asano moest zijn seppuku uitvoeren in de tuin van het landhuis van een andere daimyo, wat als een grote schande gold voor iemand van de status van Asano. Na de dood van Asano werden zijn samoerai, bekend als de Ako Gishi, ronin, en werden zijn landerijen en bezittingen in beslag genomen. Veel van de ronin waren van mening dat Asano een groot onrecht was aangedaan daar Kira niet gestraft was en spanden in het geheim samen voor een wraakactie. In de maanden erop bereidden ze zich in het geheim voor om een aanval uit te voeren op het landhuis van Kira. De leider van de samenzwering was Ōishi. Hij hield de schijn op door zich in Kyoto te vestigen en daar regelmatig tavernes en bordelen te bezoeken, zodat het leek alsof hij geen wraak zocht en Kira zich veilig ging voelen. De andere ronin hielden zich overdag bezig als werklieden en handelaren om ook niet op te vallen.

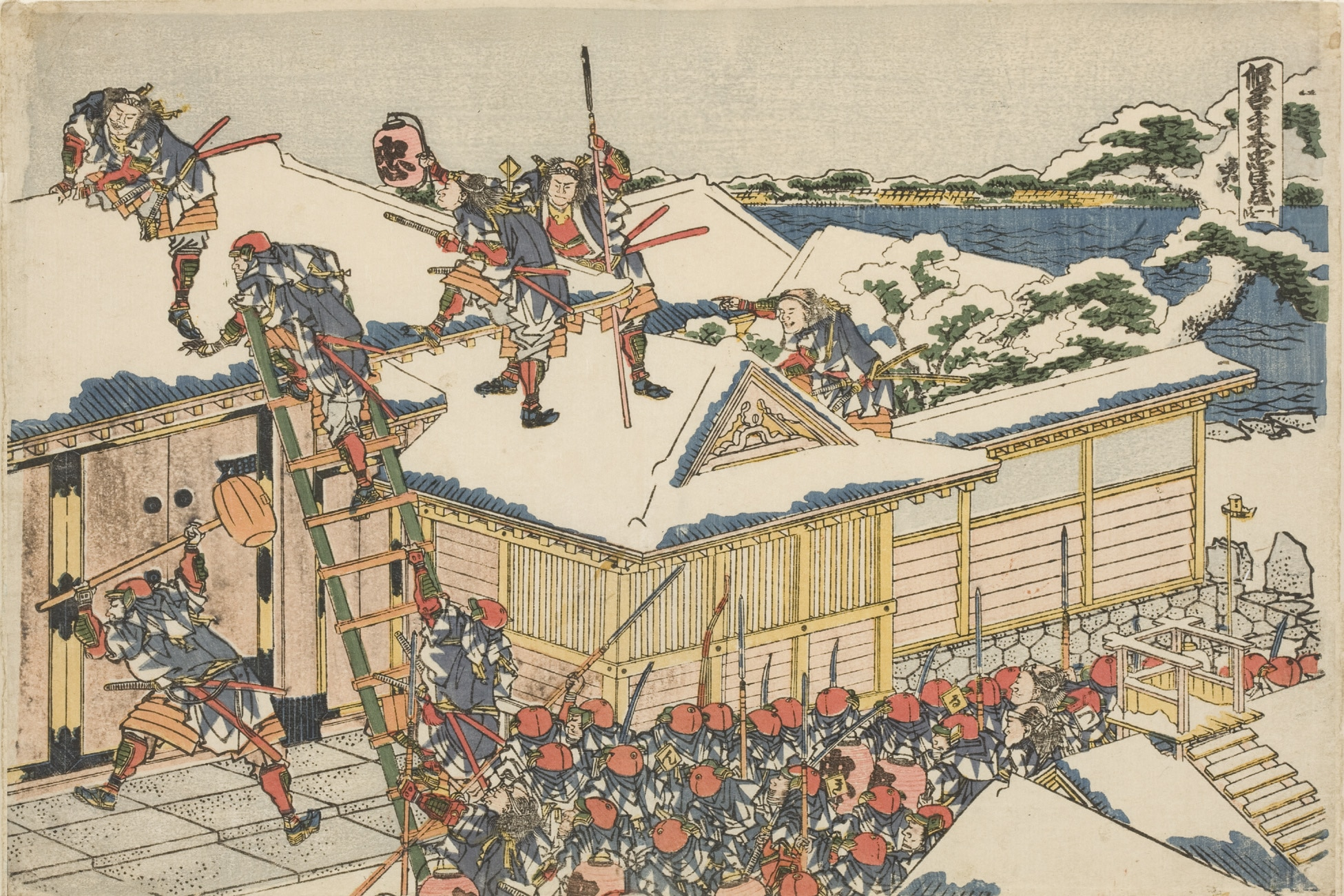
De ronin vallen de hoofdpoort van het landhuis van Kira aan, Chūshingura door Katsushika Hokusai

In 1702 was Ōishi ervan overtuigd dat Kira zich geheel veilig waande en geen aanval meer verwachtte. Hij verliet Kyoto en ontmoette de andere ronin in Edo. Op 14 december 1702 (volgens de Japanse kalender de 14e dag van de 12e maand van Genroku 15) vielen de ronin het landhuis van Kira in Edo aan. Gewapend met zwaarden en bogen bestormden ze het landhuis van twee kanten; Ōishi leidde de aanval op de hoofdpoort, terwijl zijn zoon, Ōishi Chikara, de kleinere poort aan de achterkant aanviel. De aanval aan de voorzijde werd afgeslagen, maar Ōishi Chikara en zijn ronin wisten het huis binnen te dringen. De samoerai van Kira werden verslagen, waarna Kira zelf werd gedood. Hij werd onthoofd met een dolk.
Na hun overwinning brachten de ronin het hoofd van Kira naar het graf van Asano in de Sengaku-ji tempel. Bij de tempel legden ze het hoofd van Kira en de dolk waarmee hij was omgebracht op het graf van Asano. Het nieuws over het gebeuren verspreidde zich snel. Veel mensen waren vol lof over de trouw van de ronin aan hun overleden daimyo.
Het Shogunaat veroordeelde de ronin nadien ter dood vanwege hun daad, maar uit respect voor hun trouw aan Asano, en het feit dat ze de bushidō zo nauw volgden, mochten ze eervol seppuku plegen in plaats van als criminelen te worden geëxecuteerd. Op 4 februari 1703 maakten 46 ronin een eind aan hun leven. Eentje kreeg van het shogunaat gratie, mogelijk vanwege zijn jonge leeftijd. Alle ronin liggen eveneens begraven bij de Sengaku-ji.

## De ronin
- Ōishi Kuranosuke Yoshio/Yoshitaka (大石 内蔵助 良雄)
- Ōishi Chikara Yoshikane (大石 主税 良金)
- Hara Sōemon Mototaki (原 惣右衛門 元辰)
- Kataoka Gengoemon Takafusa (片岡 源五右衛門 高房)
- Haribe Yahē Kanamaru/Akizane (堀部 弥兵衛 金丸)
- Haribe Yasubē Taketsune (堀部 安兵衛 武庸)
- Yoshida Chūzaemon Kanesuke (吉田 忠左衛門 兼亮)
- Yoshida Sawaemon Kanesada (吉田 沢右衛門 兼貞)
- Chikamatsu Kanroku Yukushige (近松 勘六 行重)
- Mase Kyūdayū Masaaki (間瀬 久太夫 正明)
- Mase Magokurō Masatoki (間瀬 孫九郎 正辰)
- Akabane Genzō Shigekata (赤埴 源蔵 重賢)
- Ushioda Matanojō Takanori (潮田 又之丞 高教)
- Tominomori Sukeemon Masayori (富森 助右衛門 正因)
- Fuwa Kazuemon Masatane (不破 数右衛門 正種)
- Okano Kin’emon Kanahide (岡野 金右衛門 包秀)
- Onodera Jūnai Hidekazu (小野寺 十内 秀和)
- Onodera Kōemon Hidetomi (小野寺 幸右衛門 秀富)
- Kimura Okaemon Sadayuki (木村 岡右衛門 貞行)
- Okuda Magodayū Shigemori (奥田 孫太夫 重盛)
- Okuda Chidaemon Yukitaka (奥田 貞右衛門 行高)
- Hayami Tōzaemon Mitsutaka (早水 藤左衛門 満尭)
- Yada Gorōemon Suketake (矢田 五郎右衛門 助武)
- Ōishi Sezaemon Nobukiyo (大石 瀬左衛門 信清)
- Isogai Jūrōzaemon Masahisa (礒貝 十郎左衛門 正久)
- Hazama Kihē Mitsunobu (間 喜兵衛 光延)
- Hazama Jūjirō Mitsuaki (間 十次郎 光興)
- Hazama Shinrokurō Mitsukaze (間 新六郎 光風)
- Nakamura Kansuke Masatoki (中村 勘助 正辰)
- Semba Saburobē Mitsutada (千馬 三郎兵衛 光忠)
- Sugaya Hannojō Masatoshi (菅谷 半之丞 政利)
- Muramatsu Kibē Hidenao (村松 喜兵衛 秀直)
- Muramatsu Sandayū Takanao (村松 三太夫 高直)
- Kurahashi Densuke Takeyuki (倉橋 伝助 武幸)
- Okajima Yasoemon Tsuneshige (岡嶋 八十右衛門 常樹)
- Ōtaka Gengo Tadao/Tadatake (大高 源五 忠雄)
- Yatō Emoshichi Norikane (矢頭 右衛門七 教兼)
- Katsuta Shinzaemon Taketaka (勝田 新左衛門 武尭)
- Takebayashi Tadashichi Takashige (武林 唯七 隆重)
- Maebara Isuke Munefusa (前原 伊助 宗房)
- Kaiga Yazaemon Tomonobu (貝賀 弥左衛門 友信)
- Sugino Jūheiji Tsugifusa (杉野 十平次 次房)
- Kanzaki Yogorō Noriyasu (神崎 与五郎 則休)
- Mimura Jirōzaemon Kanetsune (三村 次郎左衛門 包常)
- Yakokawa Kambei Munetoshi (横川 勘平 宗利)
- Kayano Wasuke Tsunenari (茅野 和助 常成)
- Terasaka Kichiemon Nobuyuki (寺坂 吉右衛門 信行)

## Kritiek
De versie van het verhaal zoals dat nu verteld wordt, is regelmatig onderwerp van discussie. Een paar gehoorde punten van kritiek zijn:
- Asano Naganori had kunnen weten dat een aanval op een gezant van het shogunaat hem de doodstraf zou opleveren. Het feit dat hij dit toch deed, is mogelijk een teken dat hij niets gaf om zijn volgelingen en zijn familie-eer.
- Asano was een leerling van Yamaga Soko, wiens voornaamste principe was dat samoerai in vredestijd het goede voorbeeld moesten geven en geweld moesten afzweren. De aanval van Asano op Kira ging hier tegenin.
- Er is geen historische bron die duidelijk aangeeft of Kira Yoshinaka echt de grote boosdoener was zoals hij in het verhaal vaak wordt neergezet.
- De ronin pleegden niet uit zichzelf seppuku na hun succesvolle aanslag op Kira, wat vaak gezien wordt als teken dat ze niet zozeer uit waren op het wreken van hun meester, maar meer op het verwerven van bekendheid.
- Historici vragen zich af waarom de ronin zo lang wachtten met het uitvoeren van hun wraak. Dit bracht namelijk het risico met zich mee dat als Kira in de maanden dat de ronin hun aanval voorbereidden reeds door andere omstandigheden zou zijn gestorven, de ronin hun enige kans op wraak zouden verliezen. Het lijkt logischer, ook gezien bushido, dat ze meteen hun aanval hadden uitgevoerd.[2]

## Zevenenveertig ronin in media
Het verhaal van de zevenenveertig ronin behoort tot de bekendste van Japan. Het is talloze keren verwerkt tot onder andere kabuki en bunraku-stukken. Het verhaal is tevens minimaal 7 keer verfilmd.